# ¿Por qué? (canción de Kevin Kaarl)
«¿Por qué?» es una canción grabada por el cantante y compositor mexicano Kevin Kaarl. La canción fue escrita y producida por él mismo. Se lanzó de forma independiente el 27 de septiembre de 2018 y está incluida dentro de su primer álbum de estudio Hasta el fin del mundo, como el tercer track.

## Video musical
No se lanzó ningún vídeo oficial para «¿Por qué?».

## Lista de canciones

### Descarga digital
| ¿Por qué?— Single |             |                                |          |  |
| N.º               | Título      | Escritor(es)                   | Duración |  |
| 1.                | «¿Por qué?» | Kevin Eduardo Hernández Carlos | 4:01     |  |